# Кара Миа
«Кара Миа» (англ. Kara Mia) — филиппинский телесериал, в главных ролях Барби Фортеза и Мика дела Круз. Он транслировался на телеканале GMA Network с 18 февраля по 28 июня 2019 года.

## Сюжет
Кара и Миа — симметричный дипрозопус, два лица в одном теле, лицо Кары впереди и Миа сзади. Когда они станут старше, то найдут способ отделить свое лицо от тела каждую ночь, возвращаясь к своей первоначальной форме утром.

## В ролях
- Барби Фортеза — Кара Мачадо Лаксон
- Мика дела Круз — Миа Мачадо Лаксон
- Джак Роберто — Бонифачо «Бони» Бургос
- Пол Салас — Чино Бургос
- Кармина Вильяроэль — Ая Мачадо-Лаксон
- Джон Эстрада — Артур Лаксон
- Глайдел Меркадо — Джулия Гарсия
- Майк Тан — Исвал / Уолли
- Джина Пареньо — Коразон
- Алисия Алонзо — Асунсьон Мачадо
- Артур Солинап — Александро «Лекс» Лаксон
- Лиезел Лопес — Элли Гарсия
- Алтея Аблан — Эстрелла «Стар» Мачадо Лаксон
- Эйприл Густило — Бетти Баия
- Каренина Ханиэль — Лерма Джейн «Эл Джей» Кариньо
- Ческа Иньиго — Мэдисон
- Луи Манансала — Дивина
- Мадлен Николя — Мария
- Мари Каймо — Леон

## Награды и номинации
| Год  | Награда                              | Категория          | Получатель   | Результат | Примечание |
| ---- | ------------------------------------ | ------------------ | ------------ | --------- | ---------- |
| 2019 | 33rd PMPC Star Awards for Television | Лучший актер драмы | Джон Эстрада | Номинация | [ 3 ]      |